# سید هاشم آقاجری
سید هاشم آقاجری (زادهٔ ۱۳۳۶ خورشیدی در آبادان) استاد دانشگاه تربیت مدرس، تاریخ‌نگار و عضو سازمان مجاهدین انقلاب اسلامی ایران است. آقاجری از سال ۱۳۹۷ مشغول تدریس در موسسهٔ مطالعات سیاسی-اقتصادی "پرسش" است.

## زندگی
سیّد هاشم آقاجری یا آغاجری، زادهٔ ۱۳۳۶ خورشیدی در آبادان و استاد دانشگاه تربیت مدرس و تاریخ‌نگار است. از چهره‌های سیاسی اصلاح‌طلب و اعضای سازمان مجاهدین انقلاب اسلامی بود. او هم‌اکنون عضو هیئت علمی تاریخ دانشگاه تربیت مدرس است.

### بازداشت در سال ۱۳۸۱
آقاجری در پی یک سخنرانی در همدان که در تاریخ ۲۹ خردادماه ۱۳۸۱ و به دعوت شورای هماهنگی گروه‌های جبههٔ دوم خرداد همدان به مناسبت سالگرد درگذشت علی شریعتی در خانه معلم این استان دربارهٔ پروتستانتیسم اسلامی و علی شریعتی صورت گرفته بود؛ بازداشت شد. او در این سخنرانی، مردمی که به مراجع تقلید مراجعه می‌کنند را به «میمون» تشبیه کرد. پیش از بازداشت او، جمعی از مراجع تقلید از جمله لطف‌الله صافی گلپایگانی، محمد فاضل لنکرانی و ناصر مکارم شیرازی سخنان آقاجری در این نشست را محکوم و خواستار برخورد با آن شدند. پس از بازداشت او، کسانی چون محمدتقی مصباح یزدی خواستار اعدام او شدند.
او چند روز بعد از بازداشت با قرار وثیقه دویست میلیونی آزاد شد. اما مجدد در تاریخ ۱۷ مرداد ۱۳۸۱ با لغو قرار وثیقه توسط قاضی پرونده، به زندان همدان منتقل شد. وی پس از چندی در شعبه ۱۴ دادگاه همدان محاکمه و به اتهام سب النبی و انکار مسلمات اسلام به هشت سال تبعید در زندان، ۱۰ سال محرومیت از تدریس و اعدام محکوم شد.
دیوان عالی کشور به‌دلیل ایرادات وارده به روند رسیدگی قضایی، این پرونده را به دادگاه همدان بازگرداند. دادگاه همدان رأی قبلی خود را تأیید نمود؛ دیوان عالی نیز به‌دلیل بی‌توجهی صورت‌گرفته به ایرادات وارده، رسیدگی به پرونده را به دادگستری تهران محول کرد. انتقاد محمد خاتمی رئیس‌جمهور وقت ایران و اعتراض سیدعلی خامنه‌ای رهبر جمهوری اسلامی ایران و هاشمی شاهرودی رئیس قوهٔ قضائیه مبنی بر این‌که اتهام مذکور از لحاظ فقهی از موارد ارتداد نیست از عوامل حساسیت بر روی حکم این پرونده بود.
او سرانجام توسط قاضی اسلامی به جرم «اهانت به مقدسات»، «تبلیغ علیه نظام» و «نشر اکاذیب» به سه سال زندان، دو سال تبعید داخلی و نیز پنج سال ممنوعیت از تدریس محکوم گردید. پس از صدور رای دادگاه، و با موافقت قاضی پرونده با تبدیل قرار بازداشت به وثیقه، او با قرار وثیقه ۹۷ میلیون تومانی از زندان آزاد شد.
او در طول دوران حبسش، با هیئت اعزامی مجلس شورای اسلامی دیداری داشت.

### واکنش‌ها به حکم اعدام
هاشمی رفسنجانی در خاطرات خود به این حکم با عنوان «بی‌تدبیری قوه قضائیه» یاد می‌کند و به واکنش بعضی از سیاسیون می‌پردازد. از آن جمله می‌نویسد:
«آقای غلامعلی حداد عادل آمد. از قوه قضائیه در محکومیت آقای هاشم آقاجری انتقاد کرد و گفت اصلا قابل دفاع نیست. قبلا همراه دکتر علی‌اکبر ولایتی، مشاور بین‌الملل رهبری با آقای سید محمود شاهرودی، رئیس قوه قضائیه برای جلوگیری از حکم اعدام مذاکره کرده بودند و ایشان نپذیرفته‌اند.»
هاشمی همچنین به جلسه خصوصی خود با رهبر اشاره می‌کند که در آن رهبر گفته «در مورد حکم اعدام آقای آقاجری راضی نیستند. ولی مصلحت نمی‌دانند نظرشان را بگویند که باعث تضعیف قوه قضاییه می‌شود و تا حدودی حکم با نظر مساعد آقای هاشمی شاهرودی، رئیس قوه قضاییه صادر شده است». هاشمی رفسنجانی اشاره می‌کند که عباسعلی علیزاه رئیس وقت دادگستری تهران هم «همین مساله را گفته است و مصلحت نمی‌داند فورا عفو بشود و راهکار درست را این می‌دانند که در دادگاه تجدیدنظر حکم اصلاح شود.» 
همچنین هاشمی در کتاب خاطرات خود روز ۲۱ مرداد ۱۳۸۱ نوشت :  آیت‌الله منتظری در جواب سؤالی از آقای [هاشم] آقاجری دفاع کرده و او را مستحق کیفر ندانسته است.

### پرونده‌های قضایی دیگر
آقاجری بعد از ارائهٔ سخنرانی در سال ۱۳۹۱ که در مراسم حمایت از دوساله‌شدن روزه‌داری اعتراضی مصطفی تاج‌زاده، انجام گرفته بود، به دادگاه احضار شد و در تابستان ۱۳۹۳، شعبه ۲۸ دادگاه انقلاب، وی را به جرم تبلیغ علیه نظام، به یک سال حبس تعزیری محکوم کرد. او به این حکم اعتراض کرد اما هیچگاه جواب این پرونده به او ابلاغ نشد و تا سال ۱۳۹۹ هیچگونه ابلاغی به او برای تحمل حبسش اعلام نشد. او در آیان ۱۳۹۸ در پی اعتراضات در ایران، بیانیه‌ای صادر کرد که در تیر ۱۳۹۹ به خاطر آن بیانیه تحت تعقیب قضایی قرار گرفت. اتهام او «تبلیغ علیه نظام» عنوان شده بود.
آقاجری در ۱ اردیبهشت ۱۴۰۲ در اولین همایش مجازی «گفت‌وگو برای نجات ایران» شرکت کرد. او به خاطر شرکت در این همایش، در روز ۱۸ اردیبهشت ۱۴۰۲، آقاجری بار دیگر به دادگاه انقلاب احضار شد.

## آثارشناسی

### تألیف
- مقدمه‌ای به مناسبات دین و دولت در ایران عصر صفوی، تهران: انتشارات طرح نو، ۱۳۸۹[۲۰]
- از انجمن حجتیه تا سازمان مجاهدین انقلاب اسلامی: خاطرات دکتر هاشم آقاجری (۱۳۳۶–۱۳۵۸)، (در گفتگو با:) حسین سپهرآزاد (میرزایی)، تهران: انتشارات کویر، ۱۳۸۹[۲۱]
- تاریخ و فرهنگ: مجموعه مقالات، تهران: انتشارات پنجره، ۱۳۸۴[۲۲]
- آقاجری: متن کامل سخنرانی همدان، لایحهٔ دفاعیه، کیفرخواست و…، (گردآوری:) پوریا حاجی‌زاده و پردیس حاجی‌زاده، تهران: انتشارات جامه‌دران، ۱۳۸۲[۲۳]
- دین، قدرت و ثروت: محاکمه و دفاعیات، تهران: مؤسسهٔ نشر و تحقیقات ذکر، ۱۳۸۲[۲۴]
- حکومت دینی و حکومت دموکراتیک: مجموعه مقالات، (زیر نظر شورای بررسی)، تهران: مؤسسهٔ نشر و تحقیقات ذکر، ۱۳۸۱[۲۵]
- کنش دین و دولت در ایران عصر صفوی، تهران: مرکز بارشناسی اسلام و ایران، ۱۳۸۰[۲۶]
- شریعتی: متفکر فردا (مجموعه مقالات)، تهران: مؤسسهٔ نشر و تحقیقات ذکر، ۱۳۷۹[۲۷]

### ترجمه
- مفهوم‌شناسی تاریخ؛ راهنمای مطالعات تاریخی، آلان مانزلو، تهران: نشر نو، ۱۴۰۳
- تاریخ متن نظریه؛ مورخان و چرخش زبانی، الیزابت کلارک، تهران: انتشارات مروارید، ۱۳۹۸
- برآمدن جامعه شناسی تاریخی، دنیس اسمیت، تهران: انتشارات مروارید، ۱۳۹۲
- بینش و روش در جامعه‌شناسی تاریخی، تدا اسکاچپول، تهران: نشر مرکز، ۱۳۸۸[۲۸]
- تغییرات اجتماعی–اقتصادی در ایران عصر صفوی (قرن شانزدهم و هفدهم میلادی)، داریوش نویدی، تهران: نشر نی، ۱۳۸۶[۲۹]
- تاریخ‌نگاری و جامعه‌شناسی تاریخی، گری جی. همیلتون (و دیگران)، تهران: انتشارات کویر، ۱۳۸۵[۳۰]
- دین و دولت و کاربست شریعت، محمد عابد جابری، تهران: انتشارات کویر، ۱۳۸۵[۳۱]

### سایر آثار
- برگزیدهٔ سیاحت‌نامهٔ بیگ، زین‌العابدین مراغه‌ای، (گزینش:) هاشم آقاجری، تهران: مؤسسهٔ کتاب همراه، ۱۳۷۵[۳۲]
- دولت‌های ایران از میرزا نصرالله‌خان مشیرالدوله تا میرحسین موسوی: (اعضای کابینه‌ها، شرح حال، عکس، نمونه امضا و دست‌خط نخست‌وزیران، وزیران و معاونین نخست‌وزیر بر آسای دفتر ثبت کابینه‌های نخست‌وزیری)، معانت خدمان مدیریت و اطلاع‌رسانی، ادارهٔ کل آرشیو، اسناد و موزه؛ (زیر نظر شورای علمی:) یعقوب آژند، هاشم آقاجری (و دیگران)، (مصححان و بازنویسان:) علی‌رضا اسماعیلی، روح‌الله بهرامی، علی‌اکبر علی‌اکبری‌بایگی، تهران: وزارت فرهنگ و ارشاد اسلامی، سازمان چاپ و انتشارات، ۱۳۷۶[۳۳]
- جعبه سیاه خرم‌آباد: محاکمه و دفاعیات سیدمصطفی تاج‌زاده به انضمام ناگفته‌هایی از وقایع خرم‌آباد، (به روایت:) هنگامه شهیدی، (با مقدمه‌ی:) هاشم آقاجری، تهران: انتشارات سرایی، ۱۳۸۱[۳۴]

### دربارهٔ هاشم آقاجری
- گزارش یک پرونده: مذهب علیه مذهب، حمید کاویانی، تهران: روزنامهٔ سلام، ۱۳۷۹[۳۵]
- معمای آقاجری، احمد پیرانی، تهران: انتشارات نوروز ۸۰، ۱۳۸۲[۳۶]
- ماجراهای هاشم آقاجری، روح‌الله حسینیان، تهران: مرکز اسناد انقلاب اسلامی، ۱۳۸۱[۳۷]
- آن سوی سراب: نقد علمی سخنان هاشم آقاجری، ذبیح‌الله اسماعیلی نوری، قم: نهاد نمایندگی مقام معظم رهبری در دانشگاه‌ها، دفتر نشر معارف، ۱۳۸۱[۳۸]
- شیک‌پوش کهنه‌گو: بازخوانی و پاسخ به سخنان هاشم آقاجری در همدان، حمید رسایی، تهران: انتشارات پرتو ولایت، ۱۳۸۱[۳۹]
- ناقوس انحطاط: مجموعه نقدهایی بر سخنان هاشم آقاجری دربارهٔ پروتستانیسم اسلامی، (به کوشش:) حمید رسایی و کریم حجازی، قم: انتشارات پرتو ولایت، ۱۳۸۱[۴۰]
- آقاجری از آغاز تا امروز، مهدی افروزمنش، تهران: انتشارات زمان، ۱۳۸۲[۴۱]
- آقاجری خدمت یا خیانت؟، علی شیرازی، تهران: انتشارات رضوان پرتو، ۱۳۸۱[۴۲] (چاپ دوم: قم: انتشارات خادم‌الرضا، ۱۳۸۲[۴۳])
- تقابل با مذهب در اندیشهٔ آقاجری، محمدعلی محسن‌زاده، قم: انتشارات اعتدال، ۱۳۸۵[۴۴]